# Tomiris
Pour plus de détails, voir Fiche technique et Distribution.
Tomiris (Томирис) est un film kazakh réalisé par Akan Satayev, sorti en 2019.
Le film relate l'histoire de la reine légendaire des Massagètes (apparentés aux Scythes), Tomyris, célèbre pour avoir mis fin au règne de Cyrus le Grand, le fondateur de l'Empire perse.

## Synopsis

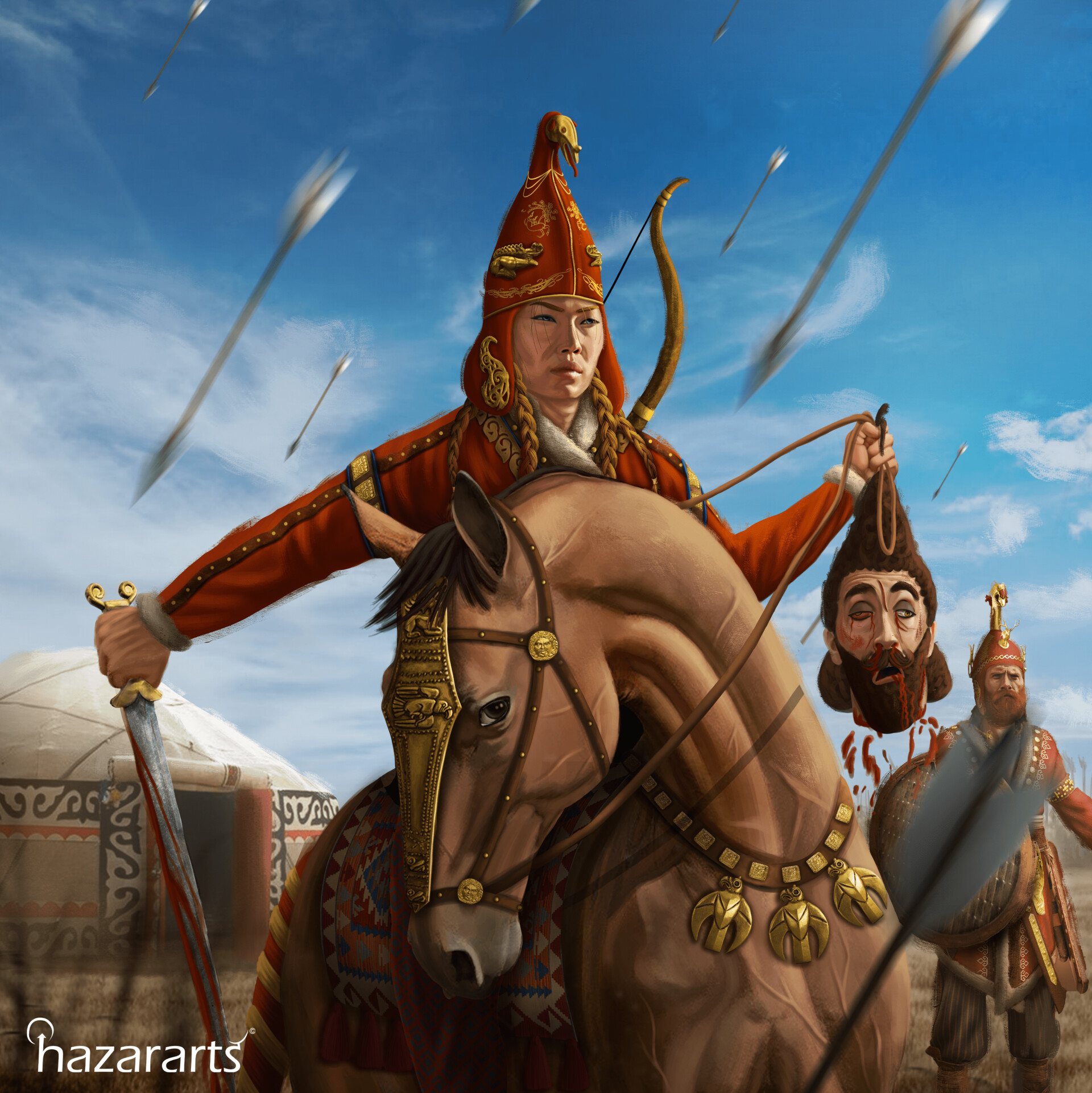
Vue d'artiste de Tomyris tenant la tête de Cyrus. Illustration par Hazar Çatak.

Al-Fârâbî, érudit persan, qui intervient parfois en voix off, raconte la légende de Tomiris, telle que rapportée par l'historien grec Hérodote. L'intrigue se déroule au VIe siècle avant J.-C. en Asie centrale. Spargapisès, chef de la tribu nomade des Massagètes, revient d'une partie de chasse et d'une escarmouche contre ses voisins hostiles les Chorasmiens pendant que son épouse accouche de leur enfant. Tandis que tout le monde espère un fils, c'est une fille qui vient au monde et sa mère succombe à une hémorragie après lui avoir donné un nom : Tomiris. Spargapisès élève Tomiris pour en faire une guerrière. Pendant ce temps, un marchand chorasmien persuade deux guerriers massagètes notables, Kavaz et Kurtun, de trahir Spargapisès, qui fait obstacle au commerce avec les Chorasmiens. Une nuit, Tomiris cauchemarde d'un lion ailé fait de feu qui la menace dans la maison. Elle va réveiller son père, juste à temps pour s'apercevoir que la maison est attaquée. Spargapisès se fait assassiner, mais a le temps d'envoyer Tomiris à l'abri. Les derniers alliés de Spargapisès s'exilent et s'installent dans une région boisée où ils survivent en secret. Tomiris grandit et devient une excellente archère. Un jour, elle s'impatiente, avide de vengeance, et va bouder hors du village. À son retour, tout le monde a été massacré. Tomiris rattrape les bandits coupables du massacre et les tue tous, mais subit une grave blessure. Elle perd connaissance sur son cheval, qui erre dans la steppe jusqu'à être récupéré par les Sarmates, un peuple nomade majoritairement féminin. Tomiris est soignée et adoptée par les Sarmates. Elle se lie d'amitié avec Sardana, une guerrière de son clan d'adoption. Au cours d'un pillage, elle adopte un garçon orphelin comme elle dont elle a remarqué le courage.
Quelques années plus tard, Tomiris tombe amoureuse d'Argun, un courageux guerrier, fils du chef du clan des Dahe. Le chef des Dahe met à profit ces sentiments mutuels pour passer alliance avec le chef des Sauromates contre les Chorasmiens. Le jour où l'armée commune aux deux clans s'apprête à affronter l'armée des Massagètes, Tomiris s'avance la première et s'adresse à son clan natal. Elle défie au combat Kavaz et Kurtun et les tue, puis réclame le pouvoir qui lui revient de droit puisqu'elle est la fille de Spargapisès, l'ancien chef lâchement assassiné. Les Massagètes l'acceptent et Tomiris devient leur reine.
Voyant que les Chorasmiens continuent leurs machinations pour étendre leur influence dans la steppe, Tomiris part en guerre contre eux. Grâce à ses talents de tacticienne, elle simule une retraite pour mieux contre-attaquer et défaire l'armée des Chorasmiens. Au cours de la bataille, Argun lui demande sa main. Tomiris l'épouse après la victoire et unit leurs deux peuples.Ils ont ensemble un fils.

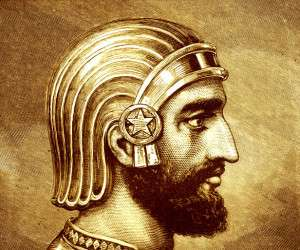
Gravure ancienne montrant Cyrus le Grand avec un casque dont l'apparence est reprise dans le film.

Les Massagètes, les Dahe et tous les peuples de la steppe doivent bientôt faire face à une menace bien plus dangereuse : Cyrus le Grand, le Grand Roi perse fondateur de l'empire achéménide, qui règne depuis Babylone, étend peu à peu son territoire et les réfugiés qui fuient devant son armée arrivent chez les Massagètes.L'émissaire de Cyrus vient proposer à Tomiris et Argun une offre d'alliance accompagnée de présents dispendieux. Les époux sont divisés sur la conduite à tenir : Tomiris se méfie, mais Argun, confiant, décide d'aller à Babylone avec leur fils pour rencontrer Cyrus. Prudente, Tomiris demande à son fils adoptif de les suivre à distance. Parvenus à Babylone, Argun comprend l'ambition conquérante de Cyrus et refuse l'alliance en l'avertissant que les Massagètes défendront leurs terres. Sur les conseils de son émissaire, Cyrus fait assassiner Argun et son fils durant un banquet. Le fils adoptif de Tomiris revient la prévenir de la traîtrise de Cyrus. L'émissaire de Cyrus revient à son tour avec les deux cadavres, prétextant qu'ils ont été assassinés et présentant les têtes de leurs supposés assassins. Tomiris, après les funérailles, fait tuer l'émissaire perse, déclarant ainsi la guerre à Cyrus. Le chamane local tente de la décourager, puis, voyant qu'elle ne l'écoute plus, s'immole par le feu.
Les Massagètes et les Dahe s'unissent à tous les clans de la steppe en vue de l'arrivée de la puissante armée de Cyrus. Une nouvelle fois, Tomiris déploie ses talents de tacticienne pour préparer un corps d'élite bien cuirassé capable de progresser jusqu'à Cyrus lui-même pour le tuer. Malgré de lourdes pertes, le fils adoptif de Tomiris parvient jusqu'à la tente de Cyrus et le tue. L'armée perse fuit et les clans de la steppe gardent leur liberté.

## Fiche technique
- Titre : Tomiris
- Titre original : Томирис
- Réalisation : Akan Satayev
- Scénario : Aliya Nazarbaïeva et Timur Zhaksylykov
- Musique originale : Reinat Gaisin et Alim Zairov, Denis Sivtsev (musique additionnelle), Ivan Sintsov (musique additionnelle)[1]
- Conception des costumes : Assel Shalabayeva
- Image : Khasan Kydyraliyev
- Montage : Galimzhan Sanbayev
- Conception sonore : Azamat Konopya
- Coordination des cascades : Zhaidarbek Kunguzhinov
- Production design : Kuat Tleubayev
- Production : Aliya Nazarbaïeva
- Studios de production : Sataifilm, Kazakhfilm Studios, Hollywood Film Academy
- Distribution : Meloman (sortie en salles, Kazakhstan), Three Lines Pictures (Belgique), M6 video (DVD, France)

- Pays d'origine : Kazakhstan
- Format : Couleurs - 35 mm
- Genre : drame, historique
- Durée : 156 minutes (cinéma), 122 minutes (DVD français)
- Date de sortie :
  - Kazakhstan : 1er octobre 2019
  - France : 2 septembre 2020 (L'Étrange Festival 2020)

## Distribution

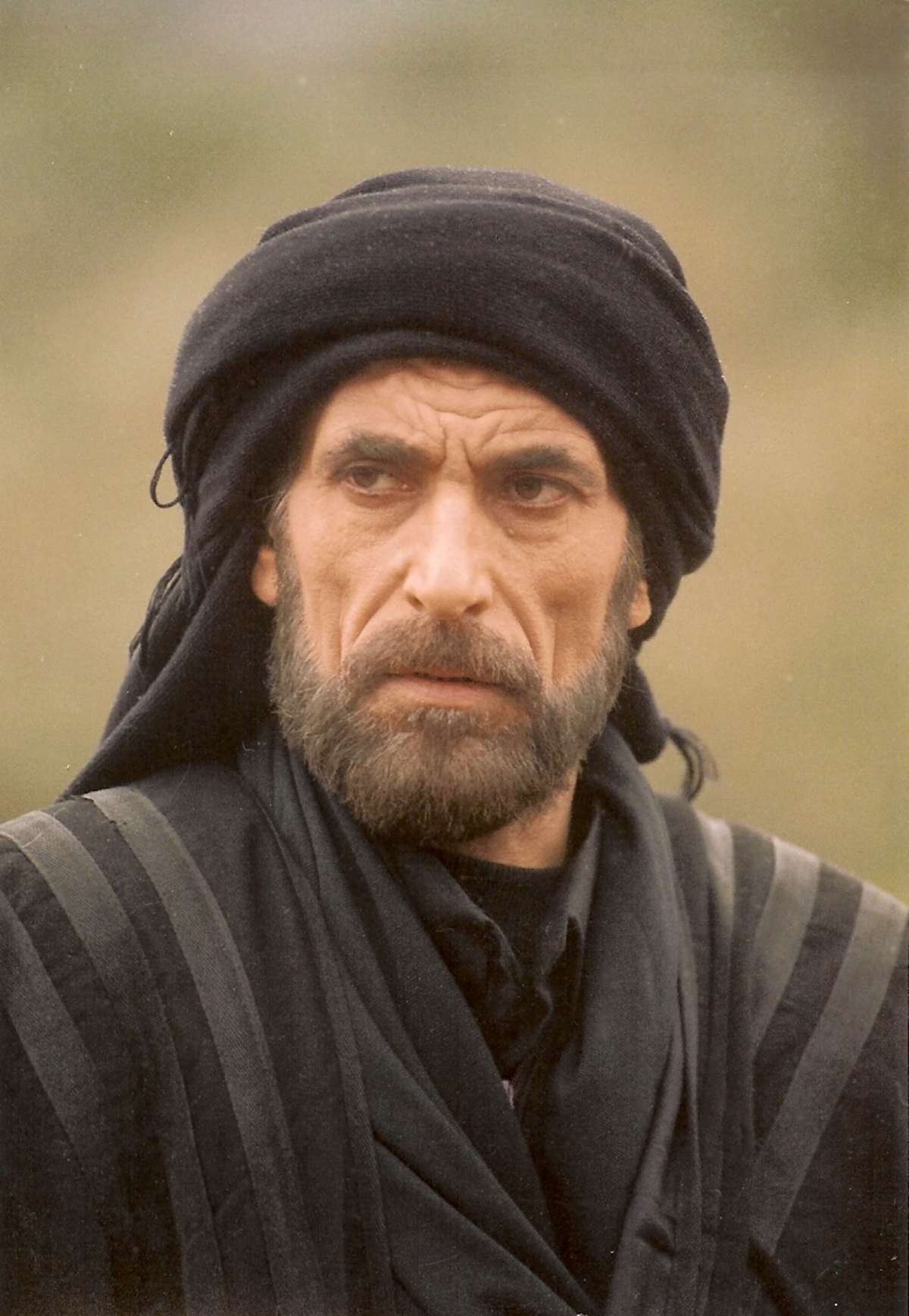
Ghassan Massoud, ici en 2003 sur le tournage de la série syrienne Unshoodat Al Matar, incarne le Grand Roi achéménide Cyrus dans Tomiris.

- Ghassan Massoud, ici en 2003 sur le tournage de la série syrienne Unshoodat Al Matar, incarne le Grand Roi achéménide Cyrus dans Tomiris.Almira Tursyn : Tomiris adulte, reine des Massagètes
- Lia Fomin : Tomiris enfant (10 ans)[2]
- Adil Akhmetov : Argun
- Erkebulan Dairov : Harasp
- Berik Aytzhanov : Kurtun
- Satybaldy Azamat : Kavaz
- Aizhan Lighg : Sardana, guerrière sarmate
- Ghassan Massoud : Cyrus, Grand Roi fondateur de l'empire perse achéménide

## Production
L'idée du film provient d'Aliya Nazarbaïeva, femme d'affaires et plus jeune fille de Noursoultan Nazarbaïev, alors président du Kazakhstan. Aliya Nazarbaïeva et le réalisateur Akan Satayev avaient déjà travaillé ensemble sur le film The Road to Mother. Le film est une commande du Ministère de la culture et des sports du Kazakhstan, qui déclare que ce type de film n'a pas pour objectif la rentabilité mais la « formation de l'idéologie de l'État et des valeurs historiques, ainsi que la popularisation et la préservation de l'histoire nationale ». Le budget du film s'élève à 2,5 milliards de tenges kazakhs, soit environ 6,5 millions de dollars américains.
Le casting est dirigé par Zaina Abdieva. 15 000 jeunes femmes sont candidates pour le rôle principal ; une présélection en retient 2000, puis 25 passent des tests de tournage. Almira Tursyn, alors âgée de 28 ans, est finalement choisie pour incarner Tomiris. Almira Tursyn n'était pas une actrice professionnelle au moment du casting mais a passé toutes les étapes de la sélection. L'acteur syrien Ghassan Massoud, qui joue le roi perse Cyrus, est connu pour avoir joué le rôle du sultan Saladin dans Kingdom of Heaven de Ridley Scott en 2005,.
Almira Tursyn suit un entraînement de deux mois à l'équitation et au combat de scène. Bibigul Aktan, qui joue Sardana, l'amie sarmate de Tomyris, réalise également des cascades. L'ensemble des acteurs et actrices reçoivent un entraînement en matière d'équitation, de tir à l'arc et de maniement du couteau, sous la direction du directeur des cascades, Zhaidarbek Kunguzhinov, à la tête de Nomad Stunts, une équipe de cascadeurs professionnels qui avait notamment travaillé pour Hollywood (notamment 47 Ronin et le remake de Mulan), Bollywood et le cinéma turc,.
Le réalisateur indique avoir mené un gros travail de reconstitution historique et ne rien avoir fait sans consulter ses consultants historiques. Le scénario du film se fonde principalement sur le récit de l'historien grec Hérodote. Les décors, costumes, véhicules et accessoires du film sont conçus sous la direction artistique de Kuat Tleubayev en fonction de la documentation historique. Les dialogues de Tomiris et les Massagètes sont écrits dans une langue créée pour l'occasion par des philologues, un mélange entre une langue turcique antique et le vieux perse,, tandis que Cyrus et les Perses parlent le persan.
Le tournage du film débute dans la région d'Almaty en février 2017. Le film est tourné à Jarkent, Chunge, Borov et Bayanaul. Les décors de Babylone sont reconstitués au studio Kazakhfilm. Les scènes de foule sont tournées à l'aide de 600 figurants. Le tournage dure 93 jours. La post-production dure deux ans et demi.

## Diffusion

### Sortie en salles
Tomiris sort au cinéma au Kazakhstan le 1er octobre 2019. Bien que la version principale du film ait été préparée en kazakh, la diffusion de cette version est retardée par un problème d'erreurs repérées dans le générique, ce qui rend légalement impossible la diffusion avant que tout ne soit corrigé. La première version diffusée en salles est doublée en russe, ce qui suscite l'étonnement parmi le public et les journalistes. La version kazakhe est rendue disponible quelques jours après. Le Ministre de la culture et des sports, Aktota Raimkulov, présente ses excuses pour ce problème fin octobre. Le film est exploité en salles au Kazakhstan jusqu'à l'hiver 2019-2020. En février 2020, le studio Sataifilm intente une action en justice contre Kazakhfilm qui ne l'a pas toujours payé pour son travail sur Tomiris.
À l'étranger, le film sort en Turquie dans plus de 200 salles.
En France, Tomiris est projeté dans le cadre du festival de cinéma de genre L'Étrange Festival 2020 dans une version raccourcie.
Aux États-Unis, le film est projeté lors du 19e Festival du film asiatique de New York en 2020. Ses droits de diffusion locaux sont vendus par Arclight Films au distributeur Well Go Usa,.

### Diffusion en vidéo à la demande
Tomiris est ajouté au catalogue de la plateforme de vidéo à la demande Amazon Prime Video en avril 2021.

## Accueil

### Accueil critique
Selon le média en ligne kazakh russophone InformBuro, le film suscite des critiques sur Internet de la part d'internautes iraniens, qui lui reprochent son choix de faire parler une langue turcique ancienne aux Massagètes, alors que selon eux Tomiris a des racines perses et n'a rien à voir avec les Turcs. D'autres critiques iraniennes portent sur le choix de suivre la version d'Hérodote, dont ils jugent le récit de la mort de Cyrus trop humiliant.
En France, le magazine Télérama analyse le film comme une superproduction historique chargée d'embellir le récit national, et qui traite de figures imposées au premier degré, mais restreint judicieusement l'usage des effets spéciaux numériques. Les Échos voit dans le film une petite curiosité et un grand voyage. Le site Écran Large apprécie la programmation du film à l'Étrange festival, occasion de découvrir de grosses productions étrangères trop peu diffusées en France. Écran large apprécie la mise en avant d'une héroïne jamais sexualisée, mais regrette une intrigue somme toute très classique, des influences pas toujours bien intégrées (comme le Conan le barbare de John Milius), ainsi que la colorimétrie trop terne du film qui ne met pas en valeur les paysages sublimes de l'Asie centrale. Le webzine Fais pas genre apprécie l'aspect dépaysant du film, qui montre des paysages rarement vus à l'écran en France, et la reconstitution réaliste et bien lisible de batailles à taille humaine avec de vrais figurants et chevaux. Il déplore l'intrigue riche en poncifs et l'usage des ralentis pendant les combats.
Le site britannique Eastern Kicks, spécialisé dans le cinéma asiatique, donne au film une note de 4 sur 5 e considère que bien qu'il relève du mythe plus que de l'Histoire, il est divertissant tout du long ; le site apprécié également la mise en valeur d'un personnage historique féminin et compare avantageusement le film au remake de Mulan des studios Disney sorti la même année. Le site irlandais Irish Film Critic donne au film une note de 2,5 sur 5 : selon ce site, Tomiris est un film correct, mais qui avait le potentiel de faire mieux. La production, les costumes et l'action lui paraissent bien faits, mais le personnage de Tomiris pas assez étoffé et le film lui paraît répétitif et long (le site chronique la version kazakh de 2h35), la faute à une seconde moitié qui manque de tension par rapport à la première.
Aux États-Unis, le site américain Big Fanboy confère au film la note de 5 sur 5 et apprécie le scénario bien rythmé, la présence de tous les ingrédients d'un film épique, le personnage de Tomiris, la performance d'Almira Tursyn dans le rôle principal et de l'acteur qui incarne le chamane, et le fait que le film montre la violence sans excès gore ni complaisance. Le Hollywood Reporter caractérise le film comme un péplum (sword and sandals),.

### Box office
À sa sortie au Kazakhstan en octobre 2019, le film engrange 480 millions de tenge kazakhs, soit 1,1 million de dollars américains. En juillet 2020, les recettes du film s'élèvent à environ 560 millions de tenge, pour un budget de plus de 2 milliards de tenge. Le magazine en ligne kazakh Zona, citant des chiffres fournis par le Ministère de la culture et des sports kazakh, replace ce résultat dans le contexte d'un cinéma kazakh dont les retours sur investissement n'ont pas dépassé 16% des coûts de production.

### Distinction
- L'Étrange Festival 2020 : Grand Prix Nouveau Genre[31],[32]
- Taurus World Stunt Awards 2020 (Los Angeles) : Meilleures cascades dans un film étranger[33]

## Analyse historique

Carte reflétant la vision du monde décrite par Hérodote dans son Enquête. Les Massagètes sont à l'est.

Le personnage historique de Tomyris (orthographié « Tomiris » dans la version française du film) est très mal connu : il est évoqué en quelques phrases par plusieurs auteurs grecs antiques. Une grande partie du film, notamment sa première moitié avant l'arrivée des Perses, relève donc de la fiction,. Les auteurs antiques livrent en outre des versions contradictoires de la mort de Cyrus le Grand : Hérodote affirme qu'il périt dans la bataille contre les Massagètes conduits par Tomyris, tandis que Bérose et Xénophon indiquent qu'il meurt paisiblement.
Plusieurs historiens font remarquer que l'idée de faire parler une langue turcique aux Massagètes dans le film ne repose pas sur un fondement historique solide. Il semble plus probable que les Massagètes aient parlé une langue iranienne,.

## Édition en vidéo
En France, Tomiris n'est pas exploité en salle hors festivals et sort directement en DVD en novembre 2020 chez M6 vidéo dans une version raccourcie à 122 minutes. Les bonus sont la bande annonce et certaines des scènes coupées. Le film est également édité en Blu-Ray, toujours chez M6 vidéo, dans une version de 127 minutes, avec les mêmes bonus.

## Projet de série
En novembre 2021, dans le cadre du festival international du film turc Korkut Ata, est annoncé un projet de série télévisée historique co-produite par le Kazakhstan et la Turquie sur la base du film Tomiris.